# Parti du peuple (Grèce)
Pour les articles homonymes, voir Parti du peuple et Parti populaire.
Le Parti du peuple (en grec Λαїκό Κόμμα (Laïkó Kómma)) ou Parti populaire est un ancien parti conservateur grec. Mouvement monarchiste, il a été fondé en 1920 par Dimitrios Gounaris, le principal opposant à Elefthérios Venizélos et à son Parti libéral. Le Laïkó Kómma a finalement été dissous en 1958.

## Première période (1920-1936)

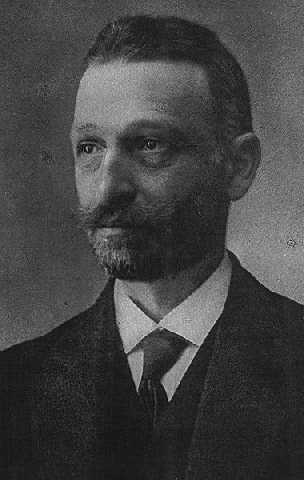
Dimitrios Gounaris, fondateur et premier dirigeant du Parti du Peuple.

Après avoir quitté la Corse, où il avait été envoyé en exil par les Alliés, Dimitrios Gounaris parvient à revenir à Athènes dans le courant de l'année 1920. Là, il regroupe autour de lui d'anciens membres du parti nationaliste (Komma Ethnikofronon) qu'il avait fondé en 1913, ainsi que les anciens partisans du leader décédé Georges Théotokis, et fonde le Laïkó Kómma en octobre. Aux élections législatives de 1920, l'homme politique et ses compagnons font campagne pour le retrait des forces grecques d'Asie mineure et pour l'arrêt du conflit avec la Turquie. Élu triomphalement, il forme un nouveau gouvernement auquel participent Nikolaos Stratos et Petros Protopapadakis.
Cependant, la mort du roi Alexandre Ier et la restauration de son père Constantin Ier compliquent la vie politique grecque et empêchent Gounaris de restaurer la paix, alors que les Alliés abandonnent la Grèce. Vaincu en 1922, le pays subit de plein fouet la « Grande catastrophe » et sombre dans l'instabilité. Considérés comme principaux responsables de la défaite, Gounaris et son gouvernement sont jugés durant le Procès des Six puis exécutés pour haute trahison.

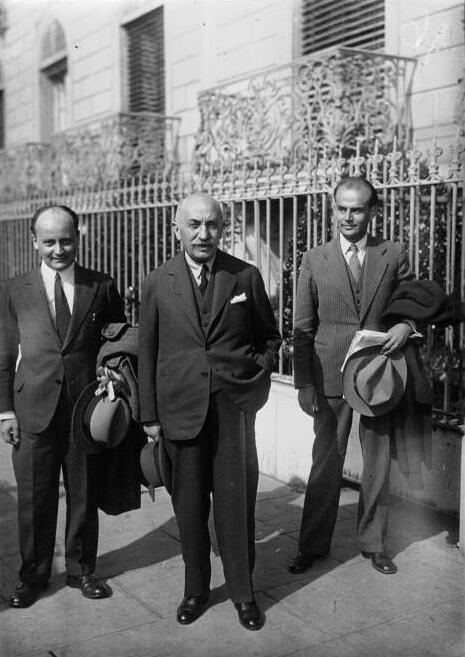
Panagis Tsaldaris, alors premier ministre, à Genève en 1933 lors d'une visite à la Société des Nations.

Commence alors une nouvelle période de gouvernement pour les vénizélistes, qui aboutit à la proclamation de la Deuxième République hellénique et à la destitution de Georges II en 1924. Le Laïkó Kómma revient malgré tout au pouvoir en 1933 avec le Premier ministre Panagis Tsaldaris. Le parti joue alors un rôle majeur dans la restauration de la monarchie en 1935. Ce n'est pourtant pas Tsaldaris, mais un ancien vénizéliste, Geórgios Kondýlis, qui permet au roi Georges II de remonter sur le trône.
Après la mort de Panagis Tsaldaris en 1936, son neveu Konstantinos Tsaldaris prend la tête du Laïkó Kómma mais la dictature établie par Ioannis Metaxas entre 1936 et 1941 empêche le mouvement d'intervenir dans la vie politique.

## Deuxième période (1945-1958)

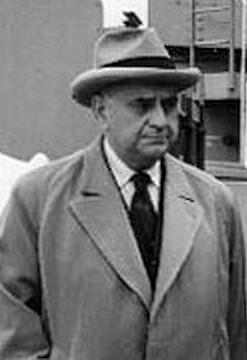
Constantin Tsaldaris, principale personnalité du Parti du Peuple après la Seconde Guerre mondiale.

La situation évolue après la Seconde Guerre mondiale et Konstantinos Tsaldaris remporte les élections législatives de 1946. Le Laïkó Kómma soutient alors la restauration de Georges II lors du référendum de 1946.
Une fois la nouvelle restauration de Georges II opérée, Konstantinos Tsaldaris démissionne de ses fonctions afin de permettre la formation d'un gouvernement d'unité nationale sous l'égide du libéral Themistoklis Sophoulis. Cette coalition n'empêche pourtant pas l'éclatement de la guerre civile qui frappe la Grèce jusqu'en 1949.
Le Laïkó Kómma reste la formation politique dominante à droite jusqu'aux élections législatives de 1950 (en). Cependant, la situation évolue lors des élections législatives de 1951 (en), où le Rassemblement grec (en), parti du général à la retraite Alexandros Papagos, remporte les suffrages et place le Laïkó Kómma en marge de la scène politique nationale. Le Laïkó Kómma participe encore aux élections législatives de 1958 mais son échec conduit Konstantinos Tsaldaris à le dissoudre. En fait, la majorité de ses membres avaient déjà rejoint, à cette date, l'Union nationale radicale (successeur du Rassemblement grec) de Konstantinos Karamanlis.

## Source
- (en) Cet article est partiellement ou en totalité issu de l’article de Wikipédia en anglais intitulé « People's Party (Greece) » (voir la liste des auteurs).